# أليوت غروف
أليوت غروف (بالإنجليزية: Elliot Grove)‏ هو منتج أفلام وكاتب سيناريو ومخرج بريطاني، ولد في القرن العشرين في تورونتو في كندا.

## وصلات خارجية
- أليوت غروف على موقع IMDb (الإنجليزية)
- أليوت غروف على موقع كينوبويسك (الروسية)